# Ісіро
Ісіро (фр. Isiro) — місто на північному сході Демократичної Республіки Конго. Адміністративний центр провінції Верхнє Уеле.

## Географія
Місто розташоване між екваторіальним лісом і саванною, на висоті 730 м над рівнем моря. Основою економіки є вирощування кави.

### Клімат
Місто знаходиться у зоні, котра характеризується мусонним кліматом. Найтепліший місяць — січень із середньою температурою 22.8 °C (73 °F). Найхолодніший місяць — липень, із середньою температурою 20.6 °С (69 °F).
| Клімат Ісіро            | Клімат Ісіро | Клімат Ісіро | Клімат Ісіро | Клімат Ісіро | Клімат Ісіро | Клімат Ісіро | Клімат Ісіро | Клімат Ісіро | Клімат Ісіро | Клімат Ісіро | Клімат Ісіро | Клімат Ісіро | Клімат Ісіро |
| Показник                | Січ.         | Лют.         | Бер.         | Квіт.        | Трав.        | Черв.        | Лип.         | Серп.        | Вер.         | Жовт.        | Лист.        | Груд.        | Рік          |
| Середня температура, °C | 23           | 23           | 23           | 23           | 23           | 22           | 21           | 21           | 22           | 22           | 22           | 22           | 22           |
| Норма опадів, мм        | 50           | 98           | 180          | 233          | 203          | 247          | 188          | 227          | 215          | 283          | 178          | 61           | 2162         |
| ----------------------- | ------------ | ------------ | ------------ | ------------ | ------------ | ------------ | ------------ | ------------ | ------------ | ------------ | ------------ | ------------ | ------------ |
| Джерело: Weatherbase    |              |              |              |              |              |              |              |              |              |              |              |              |              |

## Населення
Населення Ісіро за даними на 2012 рік оцінюється в 182 900 осіб. Більшість населення розмовляє мовою лінгала, поширена також суахілі.

## Історія
Раніше, коли Ісіро було у складі Бельгійського Конго, він називався Пауліс, на честь дипломата полковника Альберта Пауліса. З 1934 року місто почало розвиватися і досягло піку в 1957 році. За часів Конголезьких воєн в районі Ісіро проходили бойові дії між бельгійськими десантниками і місцевими бойовиками під час повстання Сімба.
У 1998 році в місті був відкритий університет Université d'Uélé.

## Транспорт
Ісіро обслуговується аеропортом Матарі, з якого здійснюються рейси в Кіншасу. Вузькоколійна залізниця, що з'єднує Ісіро з річним портом Бумба на річці Конго, у даний час не працює. З міста ведуть ґрунтові дороги в Уганду і Судан, але вони можуть бути непрохідні в сезон дощів.